# Variëteit (biologie)
Een variëteit is in de plantkunde een taxonomische rang lager dan soort. Als alle taxonomische rangen heeft een variëteit betrekking op een taxonomische groep, dus een groep die vanuit taxonomisch oogpunt, dus wetenschappelijk, een eenheid is. Variëteit en botanische variëteit zijn het Nederlands voor wat in de botanische nomenclatuur een variety of varietas is. Het gaat vaak om een in het wild gevonden plant. 
Zo is Escobaria vivipara (Nutt.) Buxb. een cactussoort die van Canada tot in Mexico voorkomt. Er zijn negen variëteiten beschreven. Waar de variëteiten van de pincushion cactus samen voorkomen, ontstaan hybriden. Escobaria vivipara var. arizonica komt voor in Arizona terwijl Escobaria vivipara var. neo-mexicana naar New Mexico is genoemd.
- Merk op dat een variëteit niet met een cultivar moet worden verward, die door de ICNCP is gedefinieerd. Het is in het verleden vaak gebeurd dat een plant die nu een cultivar is oorspronkelijk beschreven is als variëteit en op een gegeven moment omgezet is.
- De variëteit bestaat in de zoölogie niet en moet wanneer het toch wordt vermeld worden gecorrigeerd. De enige rang beneden die van soort is de ondersoort.

Andere rangen
Andere rangen voor planten beneden het niveau van soort zijn onder andere de convariëteit, ondersoort en vorm. Zij worden afgekort:
- convariëteit tot convar,
- ondersoort of subspecies tot subsp en
- vorm of forma tot f.

Zo zijn er de:
- Pinus nigra subsp. laricio of Corsicaanse den is een ondersoort van de zwarte den
- Hedera helix var. sinensis is een variëteit van de klimop
- Catalpa fargesii f. duclouxii is een vorm van de trompetboom
- Catalpa bignonioides 'Nana' of boltrompetboom is een cultivar
- Zea mays convar. saccharata of suikermaïs)
- Brassica oleracea convar. acephala var. laciniata of boerenkool)